# 薛燕平
薛燕平（1975年—），中国传媒大学动画与数字艺术学院动画编导教研室主任、副教授、硕士生导师。

## 履历
- 1998年，获北京广播学院电视系电视导演专业学士学位。
- 2003年，获英国德比大学艺术与设计学院影视动画硕士学位。[2]

## 争议事件
2017年4月27日，薛燕平到北京服装学院观摩毕业展，称“研究生眼睛看瞎了”，作品展台前摆鲜花像上坟。舆论发酵后，薛燕平称自己毫无过错，拒绝道歉。
2020年5月1日，26岁的17级研究生黄静怡跳楼身亡，生前因毕业论文未得到导师薛燕平签字而无法通过盲审，多次请求未果，后精神失常，4月30日送医。